# Jörgen Lindström (hovmarskalk)
Per Jörgen Lindström, född 4 april 1970 i Hägerstens församling, Stockholms län, är en svensk ambassadör, jur.kand. och före detta hovmarskalk. 

## Biografi
Jörgen Lindström är utbildad till reservofficer i flottan. Han avlade reservofficersexamen vid Marinens Krigshögskola 1991 och genomförde Försvarshögskolans högre reservofficerskurs 2007–2008 varefter han befordrades till örlogskapten 2008. Han tjänstgjorde på Balkan 1997–1998 i FN-missionen UNPREDEP och civilt år 2000 för OSSE i Kosovo.
Jörgen Lindström anställdes på Utrikesdepartementet 1998 och har arbetat i Irak via ambassaden i Amman från 2004 där han innehade tjänsten som förste ambassadsekreterare. Under tiden som förste ambassadsekreterare vid Irak-kontoret i Amman mottog han stipendium ur Jonas Weiss Minnesfond för att han dagligen utsatt sig för stora personliga risker för att skydda enskilda svenskar och svenska intressen i ett Irak på randen till inbördeskrig. Lindström har därefter varit ambassadråd och biträdande chef på ambassaden i Islamabad i Pakistan. Utöver detta har han även tjänstgjort vid de svenska ambassaderna i Bagdad, Bryssel / Nato-delegationen och Rabat.
Jörgen Lindström var hovmarskalk vid H.K.H. Kronprinsessans hovstat och chef för hennes kansli 2009–2012. I maj 2012 utnämndes Jörgen Lindström till ambassadör i Irak. 2015–2017 var han chef för UD:s Ministerkansli. I maj 2017 utnämndes Jörgen Lindström till ambassadör i Libanon, han var även chargé d'affaires i Syrien. Sedan september 2022 är han särskilt sändebud och myndighetschef för Sveriges ambassad i Kabul.